# Parabopyrella perplexa
Parabopyrella perplexa är en kräftdjursart som beskrevs av Clements Robert Markham1990. Parabopyrella perplexa ingår i släktet Parabopyrella och familjen Bopyridae. Inga underarter finns listade i Catalogue of Life.